# Eupithecia silenata
Eupithecia silenata är en fjärilsart som beskrevs av Butler 1889. Eupithecia silenata ingår i släktet Eupithecia och familjen mätare. Inga underarter finns listade i Catalogue of Life.